# WHL 2016/17
Die WHL-Saison 2016/17 war die 51. Spielzeit der Western Hockey League. Die reguläre Saison begann am 23. September 2016 und endete am 19. März 2017 mit dem Gewinn der Scotty Munro Memorial Trophy durch die Regina Pats. Im Anschluss folgten die Playoffs um den Ed Chynoweth Cup, den die Seattle Thunderbirds am 14. Mai 2017 zum ersten Mal in ihrer Geschichte errangen.

## Reguläre Saison

### Platzierungen
Abkürzungen: GP = Spiele, W = Siege, L = Niederlagen, OTL = Niederlage nach Overtime, SOL = Niederlage nach Shootout, GF = Erzielte Tore, GA = Gegentore, Pts = Punkte

Erläuterungen:   = Playoff-Qualifikation,  = Conference-Sieger,  = Scotty-Munro-Memorial-Trophy-Gewinner

#### Eastern Conference
| Rang | East Division         | GP | W  | L  | OTL | SOL | GF  | GA  | Pts |
| ---- | --------------------- | -- | -- | -- | --- | --- | --- | --- | --- |
| 1.   | Regina Pats           | 72 | 52 | 12 | 7   | 1   | 353 | 211 | 112 |
| 2.   | Moose Jaw Warriors    | 72 | 42 | 21 | 8   | 1   | 255 | 219 | 93  |
| 3.   | Swift Current Broncos | 72 | 39 | 23 | 4   | 6   | 247 | 239 | 88  |

| Rang | Central Division      | GP | W  | L  | OTL | SOL | GF  | GA  | Pts |
| ---- | --------------------- | -- | -- | -- | --- | --- | --- | --- | --- |
| 1.   | Medicine Hat Tigers   | 72 | 51 | 20 | 1   | 0   | 350 | 248 | 103 |
| 2.   | Lethbridge Hurricanes | 72 | 44 | 21 | 4   | 3   | 280 | 253 | 95  |
| 3.   | Red Deer Rebels       | 72 | 30 | 29 | 9   | 4   | 239 | 258 | 73  |

| Rang | Wild-Card-Teams       | Division | GP | W  | L  | OTL | SOL | GF  | GA  | Pts |
| ---- | --------------------- | -------- | -- | -- | -- | --- | --- | --- | --- | --- |
| 1.   | Brandon Wheat Kings   | E        | 72 | 31 | 31 | 7   | 3   | 225 | 247 | 72  |
| 2.   | Calgary Hitmen        | C        | 72 | 30 | 32 | 8   | 2   | 215 | 282 | 70  |
|      |                       |          |    |    |    |     |     |     |     |     |
| 3.   | Saskatoon Blades      | E        | 72 | 28 | 35 | 7   | 2   | 190 | 248 | 65  |
| 4.   | Edmonton Oil Kings    | C        | 72 | 23 | 43 | 5   | 1   | 193 | 292 | 52  |
| 5.   | Prince Albert Raiders | E        | 72 | 21 | 44 | 5   | 2   | 198 | 283 | 49  |
| 6.   | Kootenay Ice          | C        | 72 | 14 | 46 | 10  | 2   | 177 | 335 | 40  |

#### Western Conference
| Rang | B.C. Division         | GP | W  | L  | OTL | SOL | GF  | GA  | Pts |
| ---- | --------------------- | -- | -- | -- | --- | --- | --- | --- | --- |
| 1.   | Prince George Cougars | 72 | 45 | 21 | 3   | 3   | 253 | 201 | 96  |
| 2.   | Kelowna Rockets       | 72 | 45 | 22 | 5   | 0   | 283 | 206 | 95  |
| 3.   | Kamloops Blazers      | 72 | 42 | 24 | 2   | 4   | 243 | 198 | 90  |

| Rang | U.S. Division        | GP | W  | L  | OTL | SOL | GF  | GA  | Pts |
| ---- | -------------------- | -- | -- | -- | --- | --- | --- | --- | --- |
| 1.   | Everett Silvertips   | 72 | 44 | 16 | 9   | 3   | 229 | 169 | 100 |
| 2.   | Seattle Thunderbirds | 72 | 46 | 20 | 4   | 2   | 253 | 206 | 98  |
| 3.   | Tri-City Americans   | 72 | 41 | 28 | 3   | 0   | 272 | 252 | 85  |

| Rang | Wild-Card-Teams      | Division | GP | W  | L  | OTL | SOL | GF  | GA  | Pts |
| ---- | -------------------- | -------- | -- | -- | -- | --- | --- | --- | --- | --- |
| 1.   | Portland Winterhawks | U        | 72 | 40 | 28 | 1   | 3   | 278 | 256 | 84  |
| 2.   | Victoria Royals      | B        | 72 | 37 | 29 | 5   | 1   | 239 | 219 | 80  |
| 3.   | Spokane Chiefs       | U        | 72 | 27 | 33 | 8   | 4   | 235 | 272 | 66  |
| 4.   | Vancouver Giants     | B        | 72 | 20 | 46 | 3   | 3   | 183 | 296 | 46  |

### Beste Scorer
Abkürzungen: GP = Spiele, G = Tore, A = Assists, Pts = Punkte, +/− = Plus/Minus, PIM = Strafminuten; Fett: Bestwert
| Spieler            | Team                  | GP | G  | A  | Pts | +/− | PIM |
| ------------------ | --------------------- | -- | -- | -- | --- | --- | --- |
| Sam Steel          | Regina Pats           | 66 | 50 | 81 | 131 | +49 | 40  |
| Adam Brooks        | Regina Pats           | 66 | 43 | 87 | 130 | +43 | 61  |
| Tyler Wong         | Lethbridge Hurricanes | 69 | 51 | 58 | 109 | +29 | 53  |
| Chad Butcher       | Medicine Hat Tigers   | 68 | 27 | 76 | 103 | +16 | 75  |
| Jayden Halbgewachs | Moose Jaw Warriors    | 71 | 50 | 51 | 101 | +8  | 27  |
| Kailer Yamamoto    | Spokane Chiefs        | 65 | 42 | 57 | 99  | +14 | 46  |
| Cody Glass         | Portland Winterhawks  | 69 | 32 | 62 | 94  | +31 | 36  |
| Mason Shaw         | Medicine Hat Tigers   | 71 | 27 | 67 | 94  | +21 | 57  |
| Tyler Steenbergen  | Swift Current Broncos | 72 | 51 | 39 | 90  | +26 | 22  |
| Matthew Phillips   | Victoria Royals       | 70 | 50 | 40 | 90  | +34 | 50  |

Die beste Plus/Minus-Statistik erreichte Sergei Sborowski von den Regina Pats mit +72.

### Beste Torhüter
Die kombinierte Tabelle zeigt die jeweils drei besten Torhüter in den Kategorien Gegentorschnitt und Fangquote sowie die jeweils Führenden in den Kategorien Shutouts und Siege.
Abkürzungen: GP = Spiele, Min = Eiszeit (in Minuten), W = Siege, L = Niederlagen, OTL = Overtime/Shootout-Niederlagen, GA = Gegentore, SO = Shutouts, Sv% = gehaltene Schüsse (in %), GAA = Gegentorschnitt; Fett: Bestwert; Sortiert nach Gegentorschnitt.
Erfasst werden nur Torhüter mit 1728 absolvierten Spielminuten.
| Spieler        | Team                  | GP | Min  | W  | L  | OTL | GA  | SO | Sv%  | GAA  |
| -------------- | --------------------- | -- | ---- | -- | -- | --- | --- | -- | ---- | ---- |
| Carter Hart    | Everett Silvertips    | 54 | 3078 | 32 | 11 | 8   | 102 | 9  | 92,7 | 1,99 |
| Connor Ingram  | Kamloops Blazers      | 45 | 2577 | 26 | 14 | 4   | 105 | 5  | 92,7 | 2,44 |
| Ty Edmonds     | Prince George Cougars | 53 | 3092 | 31 | 16 | 5   | 128 | 1  | 91,6 | 2,48 |
| Rylan Toth     | Seattle Thunderbirds  | 58 | 3274 | 36 | 18 | 3   | 150 | 1  | 90,2 | 2,75 |
| Zach Sawchenko | Moose Jaw Warriors    | 51 | 2985 | 30 | 14 | 7   | 139 | 3  | 91,7 | 2,79 |

## Playoffs

### Playoff-Baum
|  | Conference-Viertelfinale | Conference-Viertelfinale | Conference-Viertelfinale |                       |                       | Conference-Halbfinale | Conference-Halbfinale | Conference-Halbfinale |  |  | Conference-Finale | Conference-Finale | Conference-Finale |  |  | Ed-Chynoweth-Cup-Finale | Ed-Chynoweth-Cup-Finale | Ed-Chynoweth-Cup-Finale |
|  |                          |                          |                          |                       |                       |                       |                       |                       |  |  |                   |                   |                   |  |  |                         |                         |                         |
|  | E1                       | Regina Pats              | 4                        |                       |                       |                       |                       |                       |  |  |                   |                   |                   |  |  |                         |                         |                         |
|  | EWC2                     | Calgary Hitmen           | 0                        |                       |                       |                       |                       |                       |  |  |                   |                   |                   |  |  |                         |                         |                         |
|  | EWC2                     | Calgary Hitmen           | 0                        | E1                    | Regina Pats           | 4                     |                       |                       |  |  |                   |                   |                   |  |  |                         |                         |                         |
|  |                          |                          |                          | E1                    | Regina Pats           | 4                     |                       |                       |  |  |                   |                   |                   |  |  |                         |                         |                         |
|  |                          |                          | E3                       | Swift Current Broncos | 3                     |                       |                       |                       |  |  |                   |                   |                   |  |  |                         |                         |                         |
|  | E2                       | Moose Jaw Warriors       | E3                       | Swift Current Broncos | 3                     | 3                     |                       |                       |  |  |                   |                   |                   |  |  |                         |                         |                         |
|  | E2                       | Moose Jaw Warriors       |                          |                       |                       | 3                     |                       |                       |  |  |                   |                   |                   |  |  |                         |                         |                         |
|  | E3                       | Swift Current Broncos    | 4                        |                       |                       |                       |                       |                       |  |  |                   |                   |                   |  |  |                         |                         |                         |
|  | E3                       | Swift Current Broncos    | 4                        | E1                    | Regina Pats           | 4                     |                       |                       |  |  |                   |                   |                   |  |  |                         |                         |                         |
|  |                          |                          |                          | E1                    | Regina Pats           | 4                     | Eastern Conference    |                       |  |  |                   |                   |                   |  |  |                         |                         |                         |
|  |                          | C2                       | Lethbridge Hurricanes    | 2                     |                       |                       |                       |                       |  |  |                   |                   |                   |  |  |                         |                         |                         |
|  | C1                       | C2                       | Lethbridge Hurricanes    | 2                     | Medicine Hat Tigers   | 4                     |                       |                       |  |  |                   |                   |                   |  |  |                         |                         |                         |
|  | C1                       |                          |                          |                       | Medicine Hat Tigers   | 4                     |                       |                       |  |  |                   |                   |                   |  |  |                         |                         |                         |
|  | EWC1                     | Brandon Wheat Kings      | 0                        |                       |                       |                       |                       |                       |  |  |                   |                   |                   |  |  |                         |                         |                         |
|  | EWC1                     | Brandon Wheat Kings      | 0                        | C1                    | Medicine Hat Tigers   | 3                     |                       |                       |  |  |                   |                   |                   |  |  |                         |                         |                         |
|  |                          |                          |                          | C1                    | Medicine Hat Tigers   | 3                     |                       |                       |  |  |                   |                   |                   |  |  |                         |                         |                         |
|  |                          |                          | C2                       | Lethbridge Hurricanes | 4                     |                       |                       |                       |  |  |                   |                   |                   |  |  |                         |                         |                         |
|  | C2                       | Lethbridge Hurricanes    | C2                       | Lethbridge Hurricanes | 4                     | 4                     |                       |                       |  |  |                   |                   |                   |  |  |                         |                         |                         |
|  | C2                       | Lethbridge Hurricanes    |                          |                       |                       |                       |                       |                       |  |  |                   |                   |                   |  |  |                         |                         |                         |
|  | C3                       | Red Deer Rebels          | 3                        |                       |                       |                       |                       |                       |  |  |                   |                   |                   |  |  |                         |                         |                         |
|  | C3                       | Red Deer Rebels          | 3                        | E1                    | Regina Pats           | 2                     |                       |                       |  |  |                   |                   |                   |  |  |                         |                         |                         |
|  |                          |                          |                          |                       |                       |                       |                       |                       |  |  |                   |                   |                   |  |  |                         |                         |                         |
|  |                          | U2                       | Seattle Thunderbirds     | 4                     |                       |                       |                       |                       |  |  |                   |                   |                   |  |  |                         |                         |                         |
|  | B1                       | U2                       | Seattle Thunderbirds     | 4                     | Prince George Cougars | 2                     |                       |                       |  |  |                   |                   |                   |  |  |                         |                         |                         |
|  | B1                       |                          |                          |                       | Prince George Cougars | 2                     |                       |                       |  |  |                   |                   |                   |  |  |                         |                         |                         |
|  | WWC1                     | Portland Winterhawks     | 4                        |                       |                       |                       |                       |                       |  |  |                   |                   |                   |  |  |                         |                         |                         |
|  | WWC1                     | Portland Winterhawks     | 4                        | B2                    | Kelowna Rockets       | 4                     |                       |                       |  |  |                   |                   |                   |  |  |                         |                         |                         |
|  |                          |                          |                          | B2                    | Kelowna Rockets       | 4                     |                       |                       |  |  |                   |                   |                   |  |  |                         |                         |                         |
|  |                          |                          | WWC1                     | Portland Winterhawks  | 1                     |                       |                       |                       |  |  |                   |                   |                   |  |  |                         |                         |                         |
|  | B2                       | Kelowna Rockets          | WWC1                     | Portland Winterhawks  | 1                     | 4                     |                       |                       |  |  |                   |                   |                   |  |  |                         |                         |                         |
|  | B2                       | Kelowna Rockets          |                          |                       |                       | 4                     |                       |                       |  |  |                   |                   |                   |  |  |                         |                         |                         |
|  | B3                       | Kamloops Blazers         | 2                        |                       |                       |                       |                       |                       |  |  |                   |                   |                   |  |  |                         |                         |                         |
|  | B3                       | Kamloops Blazers         | 2                        | B2                    | Kelowna Rockets       | 2                     |                       |                       |  |  |                   |                   |                   |  |  |                         |                         |                         |
|  |                          |                          |                          | B2                    | Kelowna Rockets       | 2                     | Western Conference    |                       |  |  |                   |                   |                   |  |  |                         |                         |                         |
|  |                          | U2                       | Seattle Thunderbirds     | 4                     |                       |                       |                       |                       |  |  |                   |                   |                   |  |  |                         |                         |                         |
|  | U1                       | U2                       | Seattle Thunderbirds     | 4                     | Everett Silvertips    | 4                     |                       |                       |  |  |                   |                   |                   |  |  |                         |                         |                         |
|  | U1                       |                          |                          |                       |                       |                       |                       |                       |  |  |                   |                   |                   |  |  |                         |                         |                         |
|  | WWC2                     | Victoria Royals          | 2                        |                       |                       |                       |                       |                       |  |  |                   |                   |                   |  |  |                         |                         |                         |
|  | WWC2                     | Victoria Royals          | 2                        | U1                    | Everett Silvertips    | 0                     |                       |                       |  |  |                   |                   |                   |  |  |                         |                         |                         |
|  |                          |                          |                          | U1                    | Everett Silvertips    | 0                     |                       |                       |  |  |                   |                   |                   |  |  |                         |                         |                         |
|  |                          |                          | U2                       | Seattle Thunderbirds  | 4                     |                       |                       |                       |  |  |                   |                   |                   |  |  |                         |                         |                         |
|  | U2                       | Seattle Thunderbirds     | U2                       | Seattle Thunderbirds  | 4                     | 4                     |                       |                       |  |  |                   |                   |                   |  |  |                         |                         |                         |
|  | U2                       | Seattle Thunderbirds     |                          |                       |                       |                       |                       |                       |  |  |                   |                   |                   |  |  |                         |                         |                         |
|  | U3                       | Tri-City Americans       | 0                        |                       |                       |                       |                       |                       |  |  |                   |                   |                   |  |  |                         |                         |                         |

### Ed-Chynoweth-Cup-Sieger
| Ed-Chynoweth-Cup-Sieger Seattle Thunderbirds | Torhüter: Matt Berlin, Carl Stankowski, Rylan Toth Verteidiger: Ethan Bear, Anthony Bishop, Reece Harsch, Aaron Hyman, Jake Lee, Turner Ottenbreit, Austin Strand, Jarret Tyszka Angreifer: Tyler Adams, Zack Andrusiak, Mathew Barzal, Elijah Brown, Scott Eansor, Ryan Gropp, Dillon Hamaliuk, Keegan Kolesar, Sami Moilanen, Donovan Neuls, Luke Ormsby, Alexander True, Nolan Volcan, Matthew Wedman Cheftrainer: Steve Konowalchuk |

### Beste Scorer
Abkürzungen: GP = Spiele, G = Tore, A = Assists, Pts = Punkte, +/− = Plus/Minus, PIM = Strafminuten; Fett: Bestwert
| Spieler          | Team                  | GP | G  | A  | Pts | +/− | PIM |
| ---------------- | --------------------- | -- | -- | -- | --- | --- | --- |
| Keegan Kolesar   | Seattle Thunderbirds  | 19 | 12 | 19 | 31  | +12 | 37  |
| Sam Steel        | Regina Pats           | 23 | 11 | 19 | 30  | +8  | 8   |
| Reid Gardiner    | Kelowna Rockets       | 17 | 15 | 13 | 28  | +2  | 6   |
| Ethan Bear       | Seattle Thunderbirds  | 17 | 6  | 20 | 26  | +11 | 12  |
| Dawson Leedahl   | Regina Pats           | 23 | 12 | 13 | 25  | +10 | 34  |
| Mathew Barzal    | Seattle Thunderbirds  | 16 | 7  | 18 | 25  | +8  | 16  |
| Giorgio Estephan | Lethbridge Hurricanes | 18 | 11 | 13 | 24  | +5  | 8   |
| Tyler Wong       | Lethbridge Hurricanes | 20 | 11 | 13 | 24  | −5  | 14  |
| Connor Hobbs     | Regina Pats           | 23 | 6  | 18 | 24  | +2  | 22  |
| Jegor Babenko    | Lethbridge Hurricanes | 20 | 10 | 13 | 23  | +1  | 14  |

Bester Torschütze wurde Austin Wagner von den Regina Pats mit 16 Treffern. Die beste Plus/Minus-Statistik erreichte Sergei Sborowski von den Regina Pats mit +20.

### Beste Torhüter
Die kombinierte Tabelle zeigt die jeweils drei besten Torhüter in den Kategorien Gegentorschnitt und Fangquote sowie die jeweils Führenden in den Kategorien Shutouts und Siege.
Abkürzungen: GP = Spiele, Min = Eiszeit (in Minuten), W = Siege, L = Niederlagen, OTL = Overtime/Shootout-Niederlagen, GA = Gegentore, SO = Shutouts, Sv% = gehaltene Schüsse (in %), GAA = Gegentorschnitt; Fett: Bestwert; Sortiert nach Gegentorschnitt.
Erfasst werden nur Torhüter mit 60 absolvierten Spielminuten.
| Spieler           | Team                  | GP | Min  | W  | L | OTL | GA | SO | Sv%  | GAA  |
| ----------------- | --------------------- | -- | ---- | -- | - | --- | -- | -- | ---- | ---- |
| Griffen Outhouse  | Victoria Royals       | 6  | 458  | 2  | 2 | 2   | 16 | 0  | 92,3 | 2,10 |
| Connor Ingram     | Kamloops Blazers      | 6  | 357  | 2  | 4 | 0   | 13 | 0  | 94,6 | 2,18 |
| Carter Hart       | Everett Silvertips    | 10 | 691  | 4  | 5 | 1   | 28 | 1  | 90,8 | 2,43 |
| Zach Sawchenko    | Moose Jaw Warriors    | 7  | 414  | 3  | 4 | 0   | 17 | 0  | 92,3 | 2,46 |
| Jordan Papirny    | Swift Current Broncos | 14 | 896  | 7  | 7 | 0   | 37 | 1  | 93,5 | 2,48 |
| Carl Stankowski   | Seattle Thunderbirds  | 20 | 1222 | 16 | 2 | 2   | 51 | 0  | 91,1 | 2,50 |
| Michael Herringer | Kelowna Rockets       | 17 | 1020 | 10 | 7 | 0   | 44 | 2  | 90,5 | 2,59 |

## Auszeichnungen

### All-Star-Teams

#### Eastern Conference
| First All-Star-Team |                                      |
| Angriff:            | Adam Brooks – Sam Steel – Tyler Wong |
| Verteidigung:       | Kale Clague – Connor Hobbs           |
| Tor:                | Zach Sawchenko                       |

| Second All-Star-Team |                                                       |
| Angriff:             | Chad Butcher – Jayden Halbgewachs – Tyler Steenbergen |
| Verteidigung:        | Jake Bean – Sergei Sborowski                          |
| Tor:                 | Logan Flodell                                         |

#### Western Conference
| First All-Star-Team |                                               |
| Angriff:            | Mathew Barzal – Cody Glass – Matthew Phillips |
| Verteidigung:       | Ethan Bear – Noah Juulsen                     |
| Tor:                | Carter Hart                                   |

| Second All-Star-Team |                                             |
| Angriff:             | Morgan Geekie – Kole Lind – Kailer Yamomoto |
| Verteidigung:        | Juuso Välimäki – Parker Wotherspoon         |
| Tor:                 | Connor Ingram                               |

### Vergebene Trophäen
| Auszeichnung                      | Auszeichnung                 | Team                  |
| --------------------------------- | ---------------------------- | --------------------- |
| Ed Chynoweth Cup                  | Ed Chynoweth Cup             | Seattle Thunderbirds  |
| Scotty Munro Memorial Trophy      | Scotty Munro Memorial Trophy | Regina Pats           |
| Auszeichnung                      | Spieler                      | Team                  |
| Four Broncos Memorial Trophy      | Sam Steel                    | Regina Pats           |
| Bob Clarke Trophy                 | Sam Steel                    | Regina Pats           |
| Bill Hunter Memorial Trophy       | Ethan Bear                   | Seattle Thunderbirds  |
| Jim Piggott Memorial Trophy       | Aleksi Heponiemi             | Swift Current Broncos |
| Del Wilson Trophy                 | Carter Hart                  | Everett Silvertips    |
| WHL Plus-Minus Award              | Sergei Sborowski             | Regina Pats           |
| Brad Hornung Trophy               | Tyler Steenbergen            | Swift Current Broncos |
| Daryl K. (Doc) Seaman Trophy      | Brian King                   | Everett Silvertips    |
| Dunc McCallum Memorial Trophy     | John Paddock                 | Regina Pats           |
| Lloyd Saunders Memorial Trophy    | John Paddock                 | Regina Pats           |
| Doug Wickenheiser Memorial Trophy | Tyler Wong                   | Lethbridge Hurricanes |
| WHL Playoff MVP                   | Mathew Barzal                | Seattle Thunderbirds  |